# كوسكي ياماشيتا
كوسكي ياماشيتا (山下康介 ياماشيتا كوسكي) هو ملحن ياباني ولد في 17 فبراير 1974 في هاماماتسو، شيزوؤكا.

## أعماله في السينما اليابانية
- ماهو سنتاي ماجيرينجر ذا موفي: عروس إنفرشيا
- فيلم كوروساغي
- غوكايجر غوسيجر سوبر سنتاي: معركة الأبطال الـ 199 الكبرى (بالتعاون مع كازونوري مياكي)
- كايزوكو سنتاي غوكايجر ذا موفي: سفينة الأشباح الطائرة
- كامن رايدر x سوبر سنتاي: صراع الأبطال الخارقين (بالتعاون مع كوتارو ناكاغاوا)
- كايزوكو سنتاي غوكايجر في مواجهة أوتشو كيجي غافان ذا موفي (بالتعاون مع ميتشياكي واتانابي)
- أوتشو كيجي غافان ذا موفي (بالتعاون مع ميتشياكي واتانابي)
- توكوميه سنتاي غوباتسرز في مواجهة كايزوكو سنتاي غوكايجر ذا موفي (بالتعاون مع ميغومي أوهاشي)
- كامن رايدر x سوبر سنتاي x أوتشو كيجي: صراع الأبطال الخارقين Z (بالتعاون مع كوتارو ناكاغاوا)
- كامن رايدر x كامن رايدر غايم آند ويزارد: موفي دايغاسين سنغوكو المصيرية (بالتعاون مع كوتارو ناكاغاوا)
- هيسيه رايدر في مواجهة شوا رايدر: صراع كامن رايدر بالإشتراك مع سوبر سنتاي (بالتعاون مع كوتارو ناكاغاوا)
- فيلم كامن رايدر غايم: معركة كرة القدم! كأس الثمرة الذهبية!
- كامن رايدر x كامن رايدر درايف آند غايم: موفي تايسن فل ثروتل (بالتعاون مع شوهيه ناروسي و كوتارو ناكاغاوا)
- شوريكين سنتاي نيننينجر ذا موفي: لفافة نينجا سيد الديناصور الرائعة
- شوريكين سنتاي نيننينجر في مواجهة توكيوجر ذا موفي: النينجا في بلاد العجائب

## أعماله في الدراما اليابانية
- كوروساغي

## أعماله في التوكوساتسو
- باكوريو سنتاي أبارينجر (ضمن Healthy Wings)
- ماهو سنتاي ماجيرينجر
- تشو نينجاتاي إينازوما!
- تشو نينجاتاي إينازوما!! SPARK
- كايزوكو سنتاي غوكايجر
- كامن رايدر غايم
- شوريكين سنتاي نيننينجر
- أوتشو سنتاي كيورينجر

## أعماله في الأنمي

### مسلسلات أنمي تلفزيونية
- إندماج الديجيمون
- أسطول الزجاج
- زينوساغا ذي أنيميشن
- تشيهايافورو
- تشيهايافورو 2
- أوزما
- بازل آند دراغونز كروس
- سلاح أرنب القمر مينا
- شيون نو أو

### أوفا أنمي
- قناع الزجاج: ذات الألف قناع (توزيع الموسيقى)

## أعماله في ألعاب الفيديو
- نوبوناغا نو يابو: شوسيروكو
- نوبوناغا نو يابو: ريبّودين
- نوبوناغا نو يابو: رانسيكي
- نوبوناغا نو يابو: سوتنروكو
- نوبوناغاز أمبيشن: رايز تو باور
- نوبوناغاز أمبيشن: آيرون ترايانغل
- نوبوناغا نو يابو: تندو
- زينوساغا I-II

## وصلات خارجية
- كوسكي ياماشيتا على موقع IMDb (الإنجليزية)
- كوسكي ياماشيتا على موقع ميوزك برينز (الإنجليزية)
- كوسكي ياماشيتا على موقع قاعدة بيانات الفيلم (الإنجليزية)
- كوسكي ياماشيتا على موقع ANN person (الإنجليزية)